# 161
161 (CLXI na numeração romana) foi um ano comum do século II do Calendário Juliano, da Era de Cristo, a sua letra dominical foi E (52 semanas), teve início e fim numa quarta-feira.
| Ano completo                        |
| ----------------------------------- |
| Ano comum com início à quarta-feira |

## Nascimentos
- 31 de Agosto - Cómodo, Imperador Romano

## Mortes
- Cláudio Ptolomeu, cientista grego (n. cerca de 83).
- 7 de Março - Antonino Pio, Imperador Romano (n. 86).